# روبرتو هرنانديز (منافس ألعاب قوى)
روبرتو هرنانديز هو منافس ألعاب قوى كوبي، ولد في 6 مارس 1967 في ليمونار ‏ في كوبا.

## وصلات خارجية
- روبرتو هرنانديز على موقع الاتحاد الدولي لألعاب القوى (الإنجليزية)
- روبرتو هرنانديز على موقع أوليمبيديا (الإنجليزية)